# Gran Premi de la Xina
|  | Aquest article tracta sobre Fórmula 1. Si cerqueu informació sobre motociclisme, vegeu «Gran Premi de la Xina de motociclisme». |

El primer Gran Premi de la Xina es va disputar el 25 de setembre de 2004 al Circuit Internacional de Xangai que és a Xangai, República Popular de la Xina.
El circuit va ser construït a partir del disseny de l'alemany Hermann Tilke per poder tenir lloc competicions automobilístiques d'alt nivell al país xinès.
La construcció va tenir un cost de 250 milions de dòlars, el que el converteix en el circuit més car de la Fórmula 1 que s'ha construït fins ara.
El 2019, se cedirà el milè gran premi de la història de la categoria.

## Guanyadors del Gran Premi de la Xina
| Any  | Pilot              | Equip                 | Circuit | Resultats |
| ---- | ------------------ | --------------------- | ------- | --------- |
| 2025 |                    |                       | Xangai  | Resultats |
| 2024 | Max Verstappen     | Red Bull - Honda RBPT | Xangai  | Resultats |
| 2019 | Lewis Hamilton     | Mercedes              | Xangai  | Resultats |
| 2018 | Daniel Ricciardo   | Red Bull - Renault    | Xangai  | Resultats |
| 2017 | Lewis Hamilton     | Mercedes              | Xangai  | Resultats |
| 2016 | Nico Rosberg       | Mercedes              | Xangai  | Resultats |
| 2015 | Lewis Hamilton     | Mercedes              | Xangai  | Resultats |
| 2014 | Lewis Hamilton     | Mercedes              | Xangai  | Resultats |
| 2013 | Fernando Alonso    | Ferrari               | Xangai  | Resultats |
| 2012 | Nico Rosberg       | Mercedes              | Xangai  | Resultats |
| 2011 | Lewis Hamilton     | McLaren - Mercedes    | Xangai  | Resultats |
| 2010 | Jenson Button      | McLaren - Mercedes    | Xangai  | Resultats |
| 2009 | Sebastian Vettel   | Red Bull - Renault    | Xangai  | Resultats |
| 2008 | Lewis Hamilton     | McLaren - Mercedes    | Xangai  | Resultats |
| 2007 | Kimi Raikkönen     | Ferrari               | Xangai  | Resultats |
| 2006 | Michael Schumacher | Ferrari               | Xangai  | Resultats |
| 2005 | Fernando Alonso    | Renault               | Xangai  | Resultats |
| 2004 | Rubens Barrichello | Ferrari               | Xangai  | Resultats |